# 横山俊祐
横山 俊祐（よこやま しゅんすけ）は、日本の農学者（育種学・作物学・茶学）。
三重県庁農林水産部農業改良課、三重県農業試験場茶業分場での勤務を経て、三重県農業技術センター茶業センター場長などを歴任した。

## 概要
三重県出身の農学者である。農業の中でも、特に茶業の改善に尽力した。茶園の霜害を防ぐため、防霜ファンを開発した人物として知られている。防霜ファンが日本の茶業に与えた影響は大きく、この百年間で最も茶産業に貢献した技術と謳われた。適地における防霜ファンの普及率はほぼ100パーセントに達したとまで言われ、日本の茶園の風景を変えた男として知られている。

## 来歴

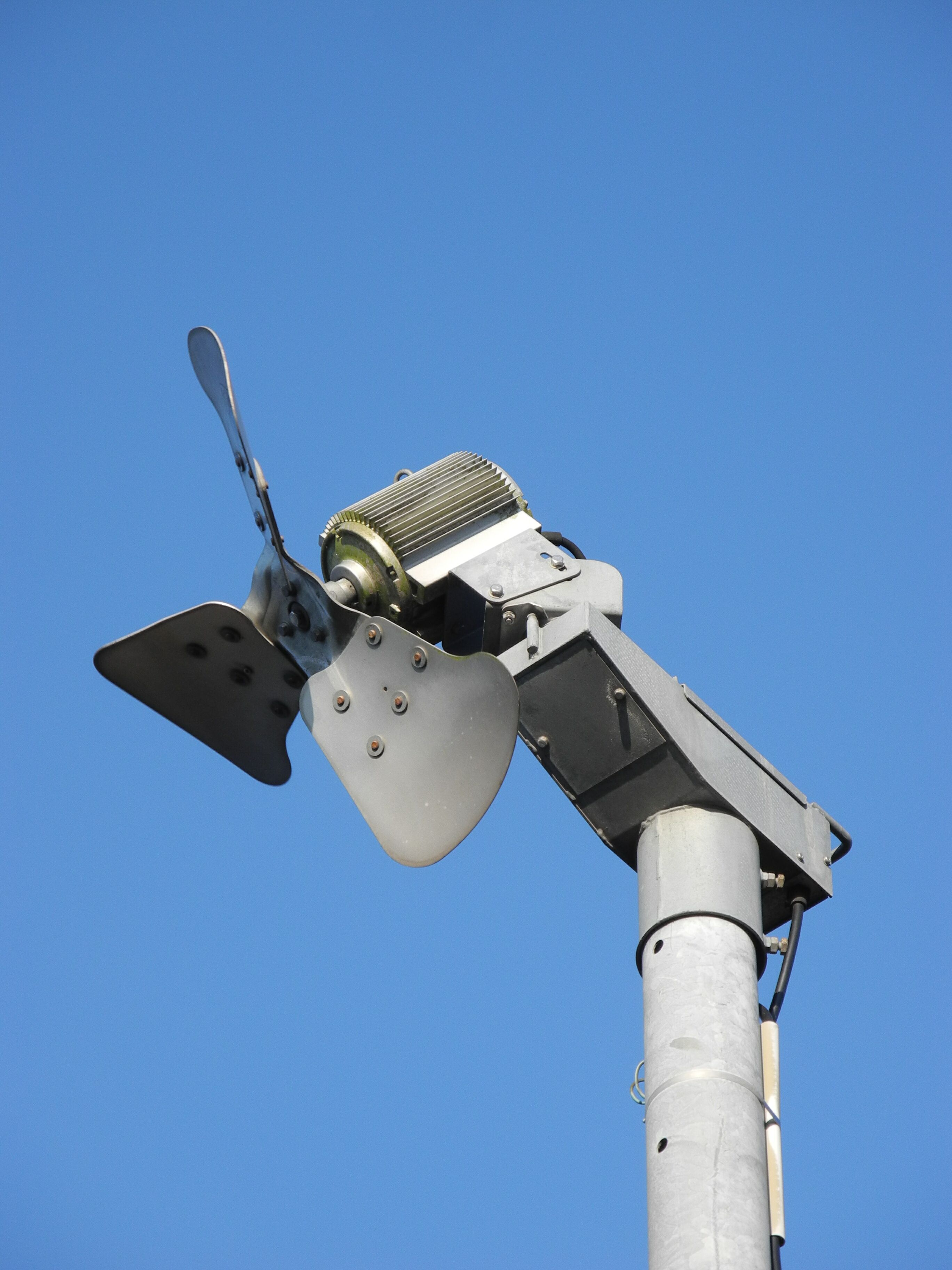
防霜ファン

### 生い立ち
三重農林専門学校にて農学を学んだ。三重農林専門学校を卒業すると、三重県庁に職員として採用された。

### 農学者として
三重県庁においては、農林水産部の農業改良課などに勤務し、三重県の農業の改良発展を担った。その後、三重県農業試験場の茶業分場に勤務し。茶業の研究に勤しんだ。その後、三重県農業試験場は三重県農業技術センターに改組されることになった。それに伴い、三重県農業試験場の茶業分場も1970年（昭和45年）に三重県農業技術センターが設置する茶業センターとして改組されたが、引き続き茶業センターに勤務した。茶業の改良発展に力を注ぎ、1971年（昭和46年）に防霜ファンの開発に成功した。最終的には、三重県農業技術センターにて茶業センターの場長に就任した。
1978年（昭和53年）に三重県農業技術センターを退職した。退職後も、自らの研究史について取り纏めるなど、精力的に活動していた。

## 研究

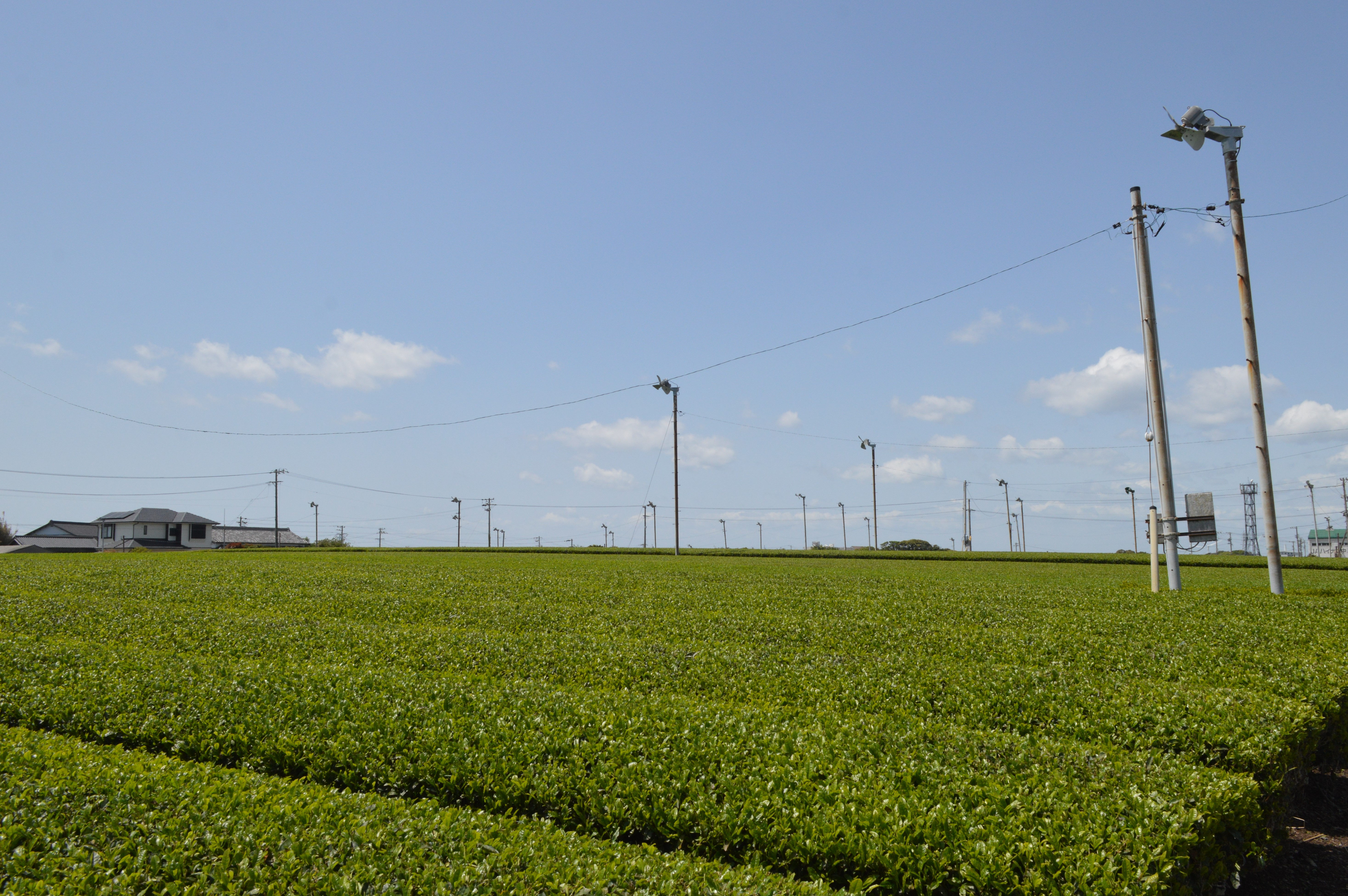
防霜ファンが林立する茶園（静岡県御前崎市）

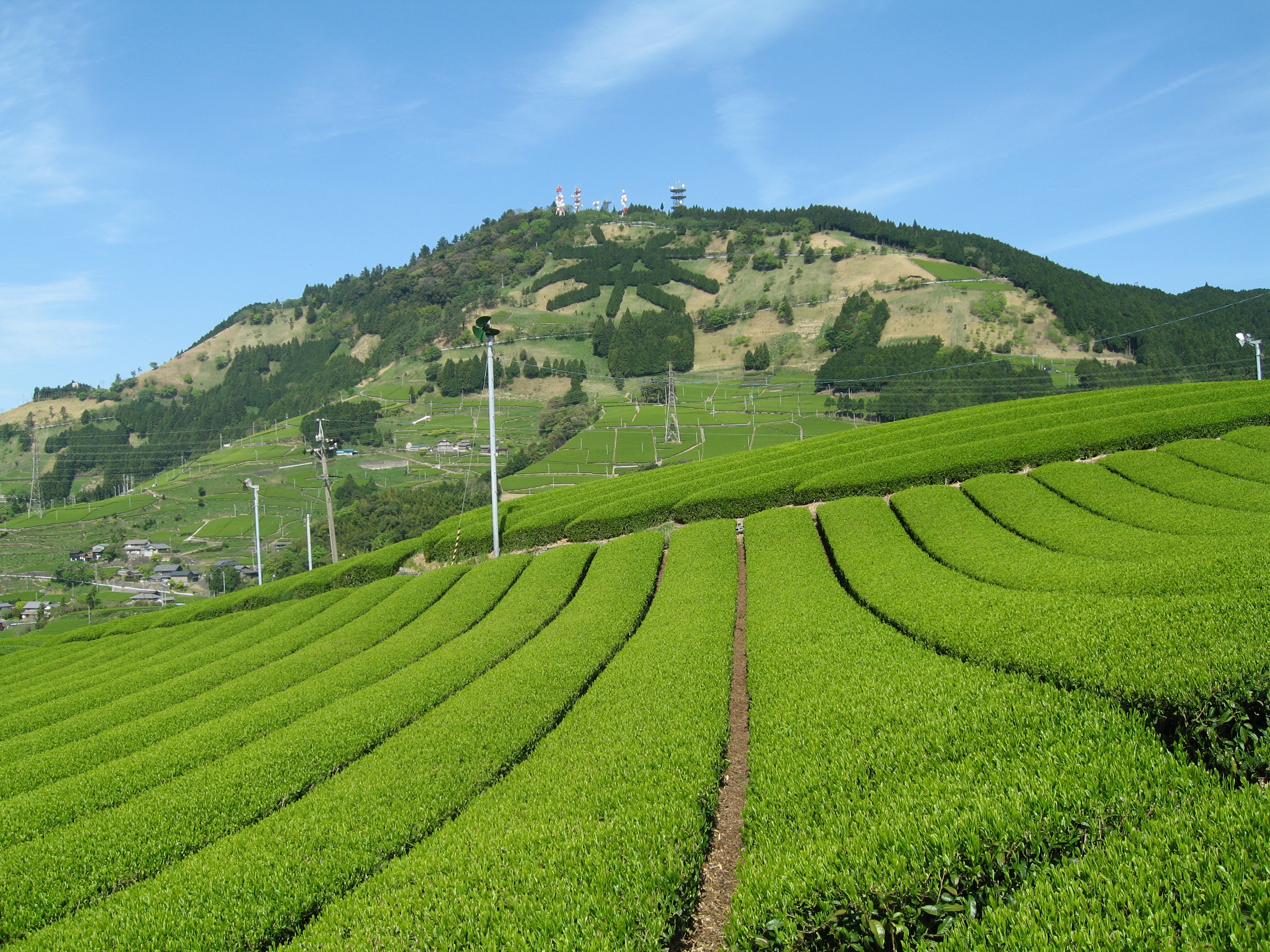
防霜ファンが林立する茶園（静岡県掛川市）

専門は農学であり、特に茶業の改良発展に力を尽くした。具体的には、霜害に悩む茶農家を救うため、防霜ファンの開発に取り組んだ。当時の茶農家は、春の晩霜の被害に悩まされていた。春に寒気が襲来すると、風のない早朝に霜が発生し、チャノキの新芽がダメになってしまうという被害が多発していた。この事態を改善しようとした農林省は、大型ファンを地上に設置して送風すれば霜が防げるのではないかと考えた。農林省の茶業試験場は1953年（昭和28年）に大型ファンを地上に設置して実験したものの、効果は限定的であり、実用化に失敗していた。
一方、横山は、茶園の6～10メートル上には地面より数度暖かい空気の層があることに着目し、この層の近くでファンを回すことで暖気を直接茶葉に吹き降ろすことを発案した。中部電力と三菱電機の協力を得て1970年（昭和45年）より実験を開始し、地上10メートルまでの気温と茶園内の葉温の変化を細かく測定するとともに、チャノキの生育や摘採期に及ぼす影響などを綿密に調査した。その結果、ファンの高さは地上から6メートルほどでよく、750ワット程度の小さなファンでも10アールあたり3台程度で効果があることを見出した。さらに、暖気を直接茶葉に吹き降ろすことで萌芽や生育が促され、結果的に摘採期も前倒しでき品質も向上することが明らかになった。1971年（昭和46年）10月に横山が研究結果を公表すると、この内容は驚きをもって迎えられた。1972年（昭和47年）からは各地の農業試験場が続々と実証試験に参加し、のちに防霜ファンは日本全国に普及するに至った。
これら一連の業績は、極めて高く評価されている。「送風法による茶の凍霜害防止に関する研究」が評価され、日本茶業技術協会より1976年度技術賞が授与されている。『農業共済新聞』においては、「日本の『農』を拓いた先人」の一人として横山を挙げており、その業績を特集記事で紹介している。

## 影響

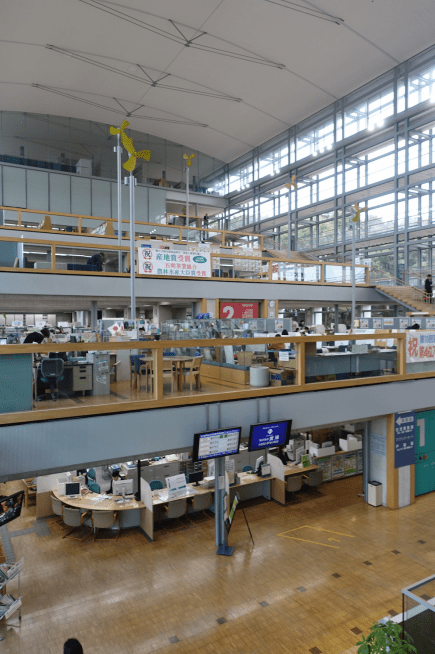
防霜ファンのオブジェが庁舎内に設置されている掛川市役所

防霜ファンの普及率
1979年（昭和54年）、および、1980年（昭和55年）の日本では極めて大規模な霜害が発生したが、このときに防霜ファンの効果がはっきりと認められた。これを受け、日本全国の茶農家が急速に導入し始めた。最終的には、日本全国で2万ヘクタールの茶園に導入された。窪地など不適地を除けば普及率はほぼ100パーセントに達したとされる。静岡県や鹿児島県といった茶業が盛んな地域では、茶園に多数の防霜ファンが設置されるようになり、県の風景を一変させるに至った。さらには、サクランボやリンゴの栽培などでも活用されるようになり、日本の果樹園でも見られるようになった。
美術に与えた影響
日本の茶園において防霜ファンは見慣れた光景となり、日本の茶業を象徴する存在となった。そのため、茶業をテーマとした美術作品において、防霜ファンがモチーフとなることがある。緑茶の産地として知られる静岡県掛川市では、市役所本庁舎の内部が茶園をモチーフにデザインされており、庁舎内に防霜ファンのオブジェが多数設置されている。なお、このオブジェは実際に稼働させることができ、冬になるとこれを回して空調効果を高めている。

## 略歴
- 1978年 - 三重県農業技術センター退職[1]。

## 賞歴
- 1977年 - 日本茶業技術協会技術賞[2]。

## 著作

### 主要な論文
- 松井久・横山俊祐稿「尿素の茶葉面撒布試験」『東海近畿農業研究』3・4号、農林省東海近畿農業試験場、1953年9月、69-71頁。ISSN 04957423
- 横山俊祐・松井久稿「茶樹倍数体の育成について——コルヒチン処理期間の二次条件が四倍体の発現に及ぼす影響」『茶業研究報告』9号、Japanese Society of Tea Science and Technology、1957年、8-11頁。ISSN 0366-6190
- 横山俊祐稿「三重県の茶樹地帯における植物寄生性線虫の分布とその被害——特にチャネグサレセンチュウPratylenchus loosi LOOFについて」『三重県農業試験場研究報告』2号、三重県農業試験場、1967年3月、47-58頁。NCID AN00233888
- 谷浦啓一・横山俊祐稿「カンザワハダニの茶園における生息分布に関する研究（第1報）——平坦地の南北茶畦におけるカンザワハダニの部位別生息状況の季節的変化」『茶業研究報告』43号、Japanese Society of Tea Science and Technology、1975年、13-20頁。ISSN 0366-6190
- 横山俊祐稿「送風法による茶の凍霜害防止に関する研究」『茶業研究報告』45号、Japanese Society of Tea Science and Technology、1977年、93-94頁。ISSN 0366-6190
- 橘尚・川瀬春樹・横山俊祐稿「鉱質土壤茶園における暗渠排水が土壤水分ならびに茶樹の生育におよぼす影響」『茶業研究報告』45号、Japanese Society of Tea Science and Technology、1977年、29-36頁。ISSN 0366-6190

### 註釈
1. ↑  三重農林専門学校は、三重師範学校、三重青年師範学校と統合され、1949年に三重大学が設置された。
2. ↑  三重県農業試験場茶業分場は、1970年に三重県農業技術センター茶業センターに改組された。
3. ↑  三重県農業技術センター茶業センターは、1998年に三重県科学技術振興センター農業技術センター茶業センターに改組された。
4. ↑  農林省は、1978年に農林水産省に改組された。